# Tatenokai

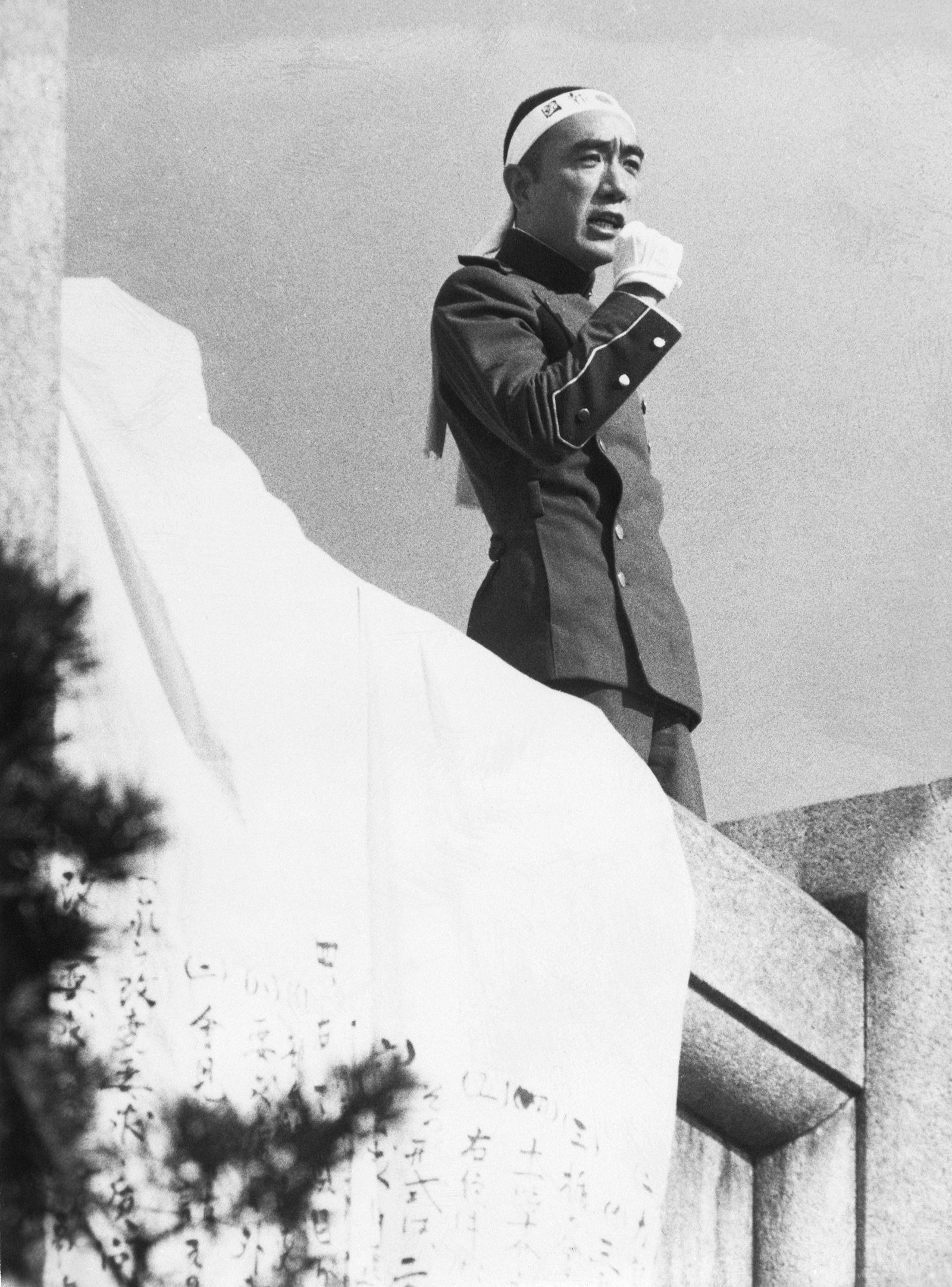
Yukio Mishima, fundador del moviment.

El Tatenokai (楯 の 会? Lit. «Societat de l'Escut») va ser una milícia privada creada al Japó per tal de defensar els valors tradicionals japonesos i tornar-li la importància a l'Emperador. Va ser fundada el 1968 i liderada per l'escriptor i dramaturg Yukio Mishima.

## Història

### Fundació i creixement
El Tatenokai va ser creat el 5 d'octubre de 1968 i des dels seus inicis es va reclutar principalment membres del Ronsō Journal (論争 ジ ャ ー ナ ル? Lit. «Diari Polèmic»), un diari universitari amb tendències d'ultradreta, conservadores i nacionalistes. Mishima, el novel·lista i dramaturg fundador buscava protegir així els valors legítims del Japó, perduts a causa del Article 9 de la Constitució del Japó aprovat després de la culminació de la Segona Guerra Mundial i el qual establia que la nació japonesa renunciava per sempre a l'ús de la guerra com mitjà de resolució de conflictes internacionals i declarava que mai tornaria a mantenir forces terrestres, marítimes o aèries ni cap altre potencial militar.
A causa de situacions excepcionals, aquesta peculiar milícia va obtenir el dret de entrenar-se amb les forces armades de la nació, les Forces d'Autodefensa del Japó, i en elles, els membres van aprendre a organitzar estratègies de combat i l'estil de lluita anti-guerrillera. L'any 1970 el Tatenokai comptava aproximadament amb 300 soldats.
El nombre de la societat va ser pres d'un extracte del poema Manyoshū, on es fa referència a una persona que mira cap enrere l'escut imperial.

### Intent de cop d'Estat
El 25 de novembre de 1970 Mishima, al costat de quatre membres de la seva milícia, van prendre com a ostatge al comandant de la caserna de les Forces d'Autodefensa que es trobava en Ichigaya, Tòquio, lligant a una cadira al seu despatx. Immediatament, Mishima va sortir al balcó amb l'objectiu de dirigir-se a tots els soldats reunits als afores de la caserna, i amb diferents pancartes va intentar persuadir-los de renovar el país donant un cop d'Estat, restaurar la divinitat de l'Emperador, els valors japonesos i l'honor dels samurais. No obstant això, les seves paraules no van tenir bona acceptació per part de l'exèrcit.

### Suïcidi de Mishima
A causa del seu acte fallit, Mishima va tornar a l'oficina del comandant i va dur a terme un suïcidi ritual, conegut com a Harakiri o Seppuku. Entre els quatre membres que l'acompanyaven es trobava el seu amic personal, Masakatsu Morita, qui també va optar per donar fi a la seva vida en aquest moment. En tots dos casos, l'encarregat d'assistir al procés del Seppuku va ser un altre dels pertanyents, Hiroyasu Koga, qui va oficiar com Kaishakunin ocupant-se de la decapitació final tant de Mishima com de Morita.

### Dissolució del grup
Mishima havia estat tramant el pla al costat dels seus quatre companys des de la fundació de la milícia però, la resta dels membres no tenien cap coneixement sobre el mateix. El Tatenokai va acabar per dissoldre's el 28 de febrer de 1971, tres mesos després del fallit intent de cop d'Estat.
Els tres integrants restants que van formar part de la presa del comandant com a ostatge, Hiroyasu Koga, Masayoshi Koga i Masahiro Ogawa, van ser portats a judici el 24 de març de 1971, acusats per lesió corporal, violència, possessió il·legal d'armes de foc i espases, i per assistir a un suïcidi. Van ser condemnats i sentenciats a quatre anys de treballs forçats, però van ser alliberats uns mesos després per bona conducta. Mishima s'havia assegurat de deixar diners per a la defensa en el judici que molt probablement anaven a enfrontar seus companys que no van morir.